# Lößnitzbad

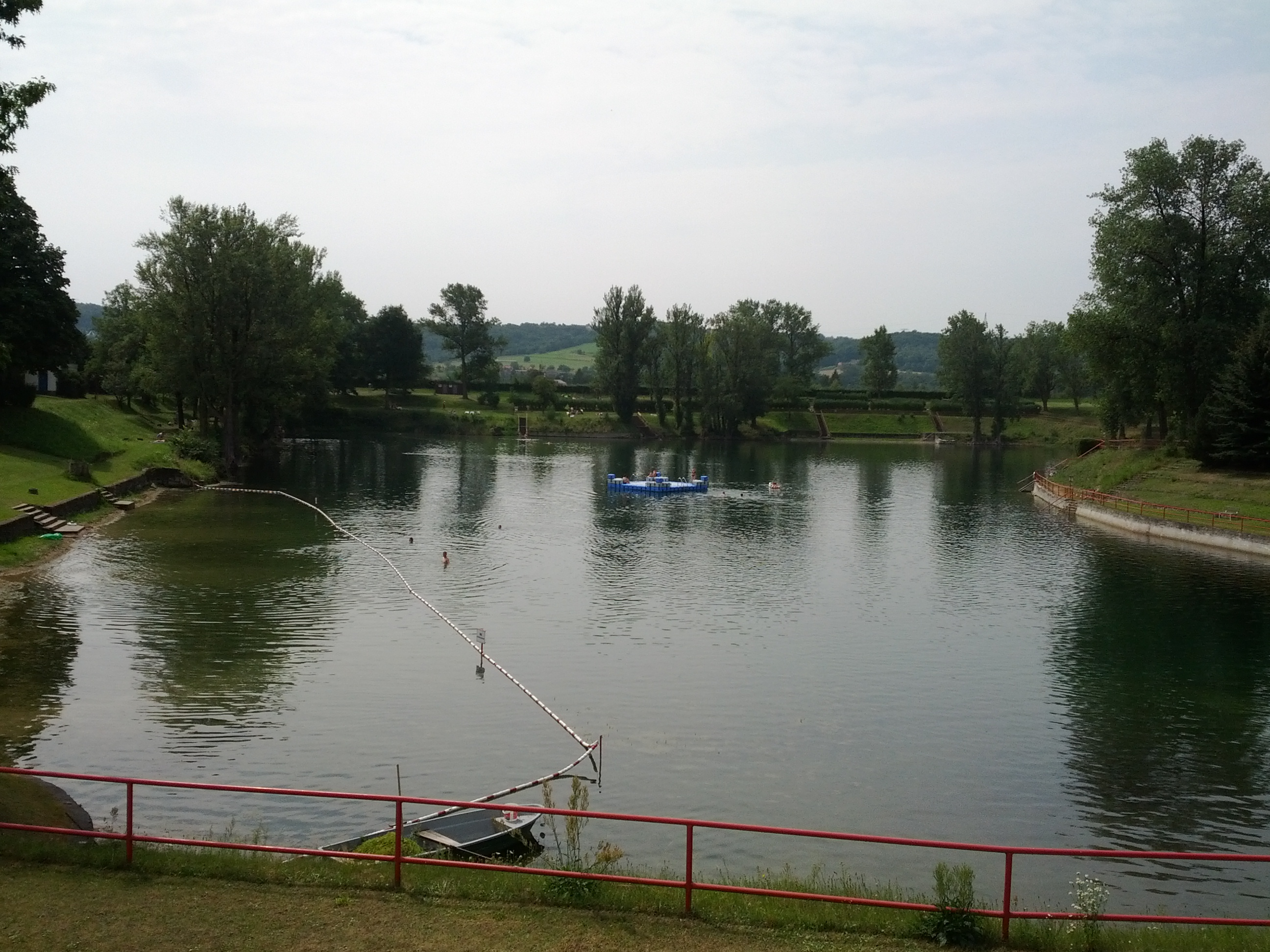
Lößnitzbad (2012)

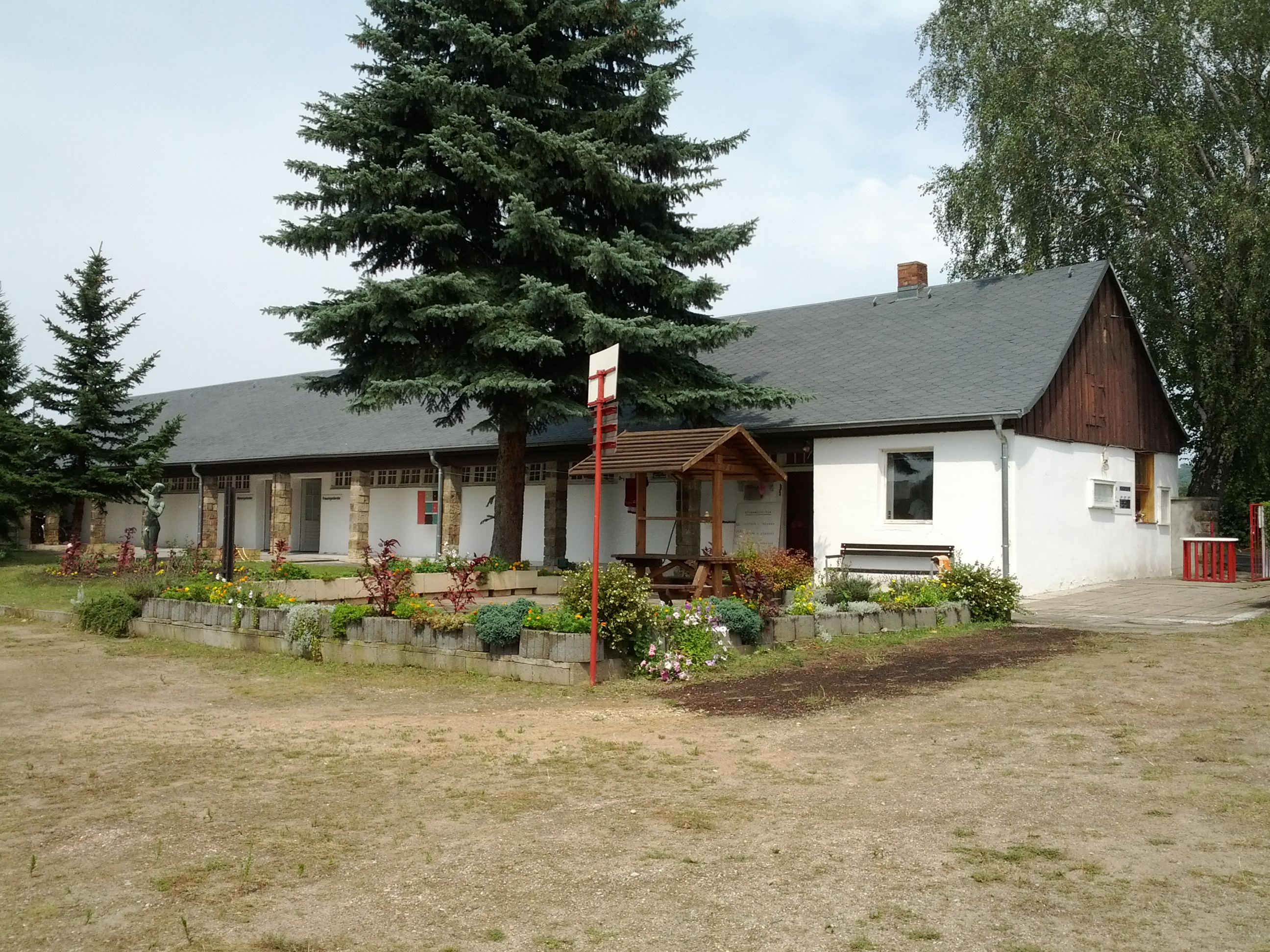
Eingangsgebäude

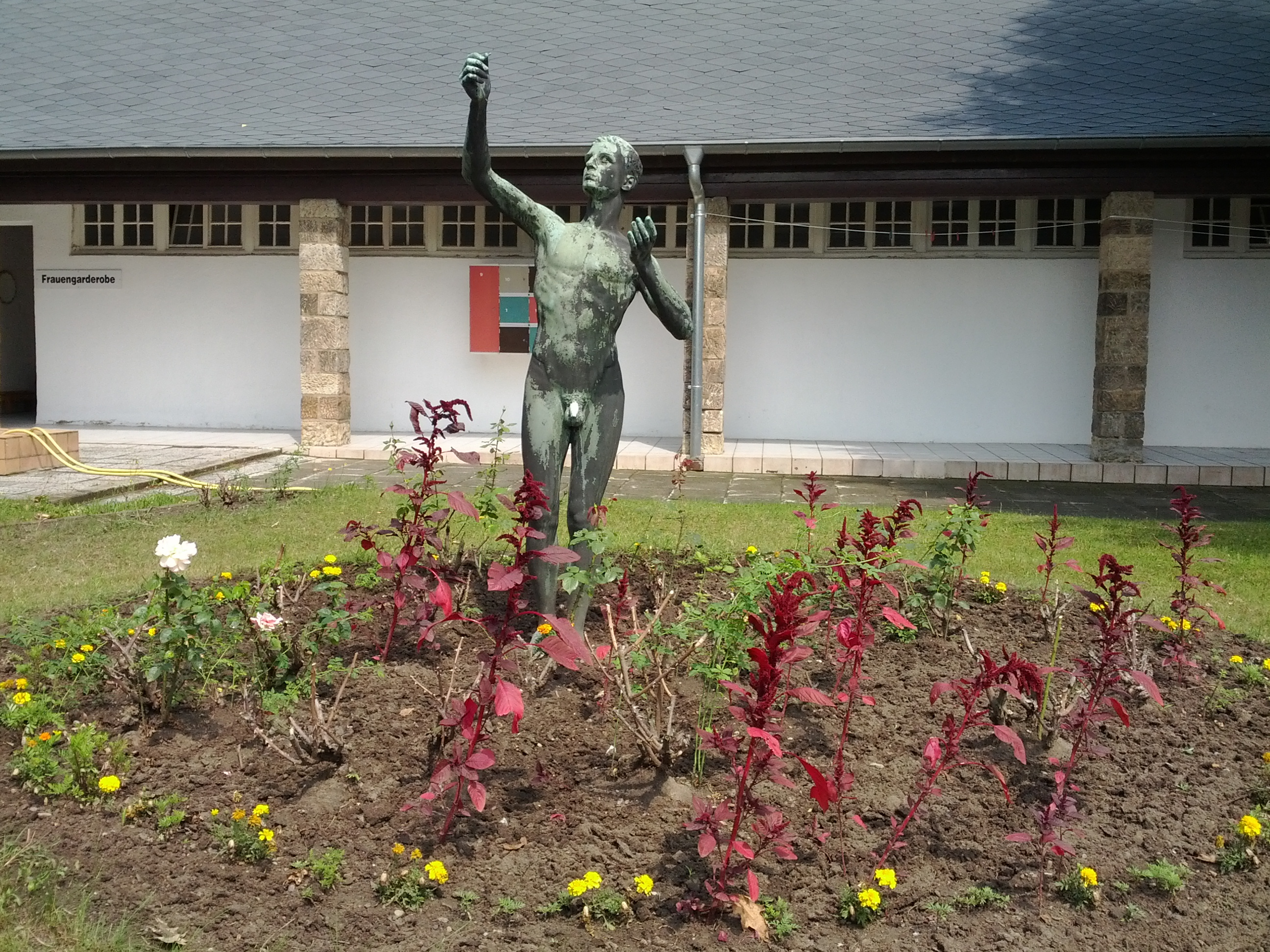
Plastik von Ebe

Das Lößnitzbad ist ein etwa 22.000 m² großer von Grünanlagen umgebener Baggersee, der seit den 1950er Jahren als kommunales Freibad erschlossen ist. Er liegt im Stadtteil Naundorf der sächsischen Stadt Radebeul, in der Fabrikstraße 47. Auf dem Gelände steht die Plastik eines Jünglings, die von dem Bildhauer Burkhart Ebe geschaffen wurde. Seit 2017 ist das Lößnitzbad als offene Badestelle gemeldet, also ohne Badeaufsicht.

## Geschichte
Die Ziegelei Höppner erwarb in den Jahren von 1887 bis 1907 eine Reihe von Feldparzellen zwischen Fabrikstraße und Vierruthenweg, um dort bis 1918 Lehm zur Ziegelherstellung zu gewinnen. Nach Erschöpfung der Vorkommen wurde in der bisherigen Tongrube Kies und Sand bis in eine Tiefe von 12 Metern abgebaut, der unter anderem zum Bau des Pumpspeicherwerks Niederwartha zum Einsatz kam. Wegen eines Wassereinbruchs musste die Kiesgrube aufgegeben werden.
Da bereits seit den 1930er Jahren die Einrichtung eines neuen städtischen Freibads geplant war, nutzte die Stadtverwaltung die Gelegenheit und beschlagnahmte 1949 die so genannte Naundorfer Kiesgrube. In der Zeit bis 1956 wurden die Grubenparzellen durch die Stadt auf dem Wege von Grundstückstauschen erworben. Bereits im Mai 1949 hatten die Erschließungsarbeiten durch großenteils freiwillige Helfer begonnen und am 1. Juli 1951 konnte der Badebetrieb eröffnet werden.
Seit 1982 findet im Lößnitzbad das Lößnitz-Schwimmfest statt, dem sich 1989 ein Winterschwimmfest hinzugesellte.
Das gut 2 Hektar große Stillgewässer ist auch das Fischgewässer des ortsansässigen Angelclubs Radebeul. Da sich Badende und Angler dasselbe Gewässer teilen, ist Angeln während der Badesaison nur außerhalb der Badeöffnungszeiten möglich.
Gleich südlich, jenseits des Vierruthenwegs, schließt sich der Radebeuler Teil des Landschaftsschutzgebiets Elbtal zwischen Dresden und Meißen mit linkselbischen Tälern und Spaargebirge an.
Seit der Umwandlung des Lößnitzbades in eine offene Badestelle ist diese vermehrt Vandalismus ausgesetzt. Besonders schlimm war die Situation im Frühsommer 2021, als im Juni die Sanitäranlagen von Randalierern komplett zerstört wurden. Die Stadt Radebeul musste rund 2.500 Euro in die Instandsetzung der Anlagen investieren. Auch Bäume werden zur Brennholzgewinnung teilweise beschnitten.
Das Lößnitzbad hat sich längst zu einem vor allem im Sommer bei Jugendlichen beliebten Treff entwickelt. Lärmbeschwerden sind keine Seltenheit, eine dauerhafte Rundumkontrolle der Anlage ist allerdings aus Kostengründen nicht möglich.